# Хэкон, Кристофер
Кри́стофер Де́рек Хэ́кон (Хе́йкон; англ. Christopher Derec Hacon; род. 14 февраля 1970 в Манчестере) — британский математик итальяно-американского происхождения, занимается изучением алгебраической геометрии. Профессор математики в Университете Юты, член Лондонского королевского общества (2019).

## Биография
Хэкон родился в Манчестере, его детство прошло в Италии там он учился в Высшей нормальной школе (Пиза), после окончания которой поступил в Калифорнийский университет в Лос-Анджелесе. В 1998 году получил докторскую степень в Калифорнийском университете, сдал диссертацию под руководством Роберта Лазарсфельда.

## Награды
- Премия Коула (2009)[7]
- В 2010 году был приглашён на Международный конгресс математиков в Хайдарабаде, с докладом по теме «Алгебраическая геометрия»[8]
- Премия Американского математического общества (2012)[9]
- Премия Фонда Симонса[англ.] (2012)[10]
- Премия Математического общества Мура (2015)[11]
- Премия за прорыв в математике (2018)[12]
- В 2018 году избран членом Национальной академии наук США;
- С 2019 года член Лондонского королевского общества[13].

## Ссылка
- math.utah.edu/~hacon/ (англ.) — официальный сайт Кристофера Хакона
- Кристофер Хакон на сайте Математической генеалогии
- Кристофер Хакон